# 꽝쭝 소프트웨어 시티
꽝쭝 소프트웨어 시티(Quang Trung Software City, 베트남어: Công viên phần mềm Quang Trung)는 베트남 호치민 시 12군에 위치한 산업 단지이다. 이 단지는 Saigon Institute of Technology와 같은 많은 소프트웨어 회사와 학교를 호스트하는 컴퓨터 소프트웨어 업계에 중점을 두고 있다. 2000년 6월 정부 법령에 의해 설립된 이 연구소는 공식적으로 2001년 3월 16일에 가동을 시작했다.

## 개요
꽝쭝 소프웨어 시티는 43 헥타르의 광대한 공간에는 20 개국 이상의 외국 기업을 포함한 100개 이상의 IT 관련 서비스 기업이 입주해 있다. 대표적인 기업으로서, 휴렛 팩커드, IBM TUV Rheinland, Globalcybersoft, GHP Far East, Digi- texx, Luxsoft HP, IBM, Luxsoft, TUV Rheinland 등이 있습니다. 22,000명 이상의 풍부한 노동력과 연간 25%의 성장률을 자랑 QTSC는 앞으로 점점 아시아 투자자의 유익한 목적지가 될 것이다. 베트남 정부는 다른 지역에도 QTSC을 모델로 한 시설의 확대를 계획하고 있다.
베트남 경제의 중심지인 호치민시에 위치한 지리적 입지도 모든 사업에 유리하게 작용한다. 떤썬녓 국제공항에서 약 15분, 시내 중심에서 35분. 캄보디아 수도 프놈펜에서 차로 4시간 정도 소요된다. 또한 조만간 버스와 전철 등 교통 시스템의 연결을 예정하고 있어서 생산 거점으로서의 뛰어난 기능을 제공할 수 있다.
QTSC 주변에는 생명 공학 센터, 첨단 농업 지역, 하이테크 의료 센터 등과 같은 연관 시설이나 편의시설도 존재한다.

## 주요 시설
- 소프트웨어 제조 영역
- 교육 영역
- 아파트, 빌라, 빌라
- 엔터테인먼트 및 전시회
- 통신 방송국 건물
- 관리 영역
- 기술 지원
- 레스토랑 지역
- 주차장
- 의료 센터